# Phyllonorycter triplex
Phyllonorycter triplex är en fjärilsart som först beskrevs av Edward Meyrick 1914.  Phyllonorycter triplex ingår i släktet guldmalar, och familjen styltmalar. Inga underarter finns listade i Catalogue of Life.